# Louis Schweitzer (football)
Pour les articles homonymes, voir Louis Schweitzer et Schweitzer.
Louis Schweitzer est un footballeur français né le 21 novembre 1932 à Dambach-la-Ville et mort le 6 octobre 2017 à Sélestat. Son poste de prédilection est défenseur central.

## Carrière
Il commence sa carrière de footballeur professionnel au Racing Club de Strasbourg le 21 août 1955 à l'âge de 22 ans dans un match de Division 1 sur le stade de l'OGC Nice. Il dispute 13 des 34 matchs de son équipe. Lors de la saison 1956-1957 de D1, il joue 19 rencontre et inscrit ses deux premiers buts. Après la remontée du club en Division 1 en 1958, Louis Schweitzer devient un titulaire indiscutable du RC Strasbourg puisqu'il y dispute respectivement 23, 30 et 25 rencontres. Après la descente du club en D2 en 1960, la direction du RC Strasbourg décide de renouveler l'effectif en mettant l'accent sur les jeunes joueurs et sur les joueurs régionaux. L'équipe est alors construite autour de la « vieille garde alsacienne » qui inclut Edmond Haan, René Hauss et Louis Schweitzer, auxquels sont ajoutés six juniors dont Gilbert Gress et Gérard Hausser.
Louis Schweitzer quitte le club strasbourgeois après six saisons en juin 1961. Il joue ensuite au FC Mulhouse au niveau amateur, dans le championnat de France amateur qui constitue le troisième niveau de la hiérarchie du football français après la Division 1 et la Division 2 entre 1948 et 1970. Avec le club mulhousien, Louis Schweitzer est finaliste de la Coupe d'Alsace de football en 1962.

## Statistiques
Pendant sa carrière professionnelle au Racing Club de Strasbourg de 1955 à 1961, Louis Schweitzer dispute 85 matchs de Division 1, 29 de Division 2 et un en coupe Charles Drago. Il marque quatre buts lors de ses 115 apparitions en match officiel avec le RC Strasbourg.

## Palmarès
- Finaliste de la Coupe d'Alsace de football en 1962[2].